# تفجيرات العراق 24 كانون الثاني 2011
تفجيرات الرابع والعشرين من يناير 2011 في العراق هي سلسة من التفجيرات، حدث تفجيران في بغداد، وتفجيران في كربلاء، ما نتج عن مقتل ما يقل عن 27 شخص وإصابة 78 آخرين.
انفجاران حدثا على جوانب الطرق، في العاصمة العراقية بغداد، الانفجار الأول قتل اثنان من ضمنهم لواء عراقي. التفجير تسبب في إصابة ثمانية على الأقل.
في كربلاء، حيث أحيا الشيعة ليلة الأربعين، فُجِّرَت سيارتين يفصل بين الانفجارين بضع ساعات. الانفجار الأول اُستهدِف فيه محطة للحافلات في شرق كربلاء قُتِلَ فيه سبعة أشخاص، وتسبب في إصابة ضعف هذا العدد. بينما الانفجار الثاني حدث في جنوب كربلاء وازهق 18 روحاً.
هذه الهجمات جاءت بعد أسبوع من الهجمات الانتحارية العراقية 2011 يناير التي قتلت ما لا يقل عن 133 شخص من ضمنهم 56 في كربلاء. التفجيرات تمت بالقرب من موقع التفجيرات التي حدثت يوم 20 يناير، وحينها تم القاء اللوم على تأجيل تسمية الدفاع العراقي وكذلك وزراء الداخلية.
عدة نظريات ظهرت بعد التفجيرات، من ضمنها أن هذه التفجيرات قد تكون من فعل حزب البعث التابع لصدام حسين، أو أنها محاولة لتقليل الثقة في الترتيبات الأمنية قبل استضافة قمة جامعة الدول العربية في مارس.